# Martin Guerre
För musikalen med samma namn, se Martin Guerre (musikal)

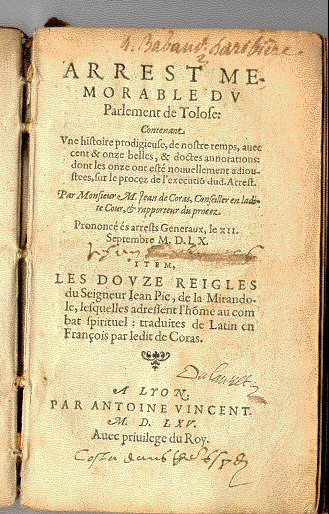
Förstasida till Arrest Memorable, skriven av en av domarna 1560 och publicerad 1565.

Martin Guerre var en fransk bonde under 1500-talet, som var huvudperson i ett berömt fall av bedrägeri. Flera år efter att han lämnat sin familj, dök det upp en man som utgav sig för att vara Guerre och bodde med hans fru och son under tre år. Den riktige Martin Guerre återvände under rättegången och bedragaren upptäcktes och avrättades. Fallet studeras och dramatiseras än idag.

## Historisk redogörelse
Informationen nedan är ursprungligen hämtad från N.Z. Davis (1983, 1985).

### Livet innan han lämnade sin hustru
Han föddes som Martin Daguerre omkring 1524 i den baskiska staden Hendaye. 1527 flyttade hans familj till pyreneiska byn Artigat i sydvästra Frankrike, där de bytte namn till Guerre. Då han var omkring fjorton år gammal gifte sig Martin med Bertrande de Rols, som kom från en förmögen familj. Äktenskapet var barnlöst i åtta år tills en son föddes. Efter att ha anklagats för att ha stulit säd från sin far försvann Martin plötsligt 1548. Enligt den romersk-katolska lag som gällde i Frankrike fick inte hans övergivna hustru gifta om sig.

### Den "nye Martin" dyker upp
Sommaren 1556 uppträdde i Artigat en man, som utgav sig för att vara Martin Guerre. Genom att påminna om Martin Guerre och genom sina detaljerade kunskaper om dennes liv, lyckades han övertyga de flesta av byborna. Martin Guerres farbror och fyra systrar, såväl som Bertrande trodde att han faktiskt var Martin Guerre, även om tvivel fanns. Den "nye" Martin bodde i tre år tillsammans med Bertrande och hennes son. De fick två barn, varav en dotter överlevde. “Martin” gjorde anspråk på arvet efter fadern, som hade dött under tiden han varit borta och stämde även Guerres farbror, Pierre Guerre, på en del av arvet.
Pierre Guerre, som tidigare hade gift sig med Bertrandes mor som blivit änka under tiden Martin Guerre varit borta, blev åter misstänksam. Han och hans maka försökte övertyga Bertrande om att den nye Martin var en bedragare. En soldat som passerade genom Artigat hävdade att den nye Martin Guerre var en bluff. Den riktige Martin hade förlorat ett ben i kriget. Pierre försökte till och med döda den nye Martin men Bertrande ingrep.
1559 anklagades den nye Martin för mordbrand och även för att utge sig för att vara Martin Guerre. Bertrande förblev dock vid hans sida och han frikändes 1560.

### Rättegång i Rieux
Under tiden hade Pierre Guerre frågat runt och trodde sig ha funnit bedragarens sanna identitet, Arnaud du Tilh, en man med dåligt rykte från den närliggande byn Sajas. Pierre startade en ny prövning mot mannen som sa sig agera i Bertrandes namn. Pierre och hans maka, Bertrandes mor, pressade Bertrande att stödja anklagelserna och slutligen gick hon med på detta. 
Fallet prövades i Rieux 1560. Bertrande vittnade om att hon först hade trott att mannen varit hennes make men senare insett att han var en bluff. Både Bertrande och den anklagade berättade en identisk intim historia från tiden före 1548. Den nye Martin utmanade sedan henne. Om hon kunde svära på att han inte var hennes make, skulle han gladeligen gå med på att bli avrättad. Bertrande förblev tyst. Efter att hört mer än 150 vittnen, varav många kände igen Martin Guerre, däribland hans fyra systrar, och många som kände igen Arnaud du Tilh samt många som vägrade att ta ställning så dömdes den anklagade bedragaren till döden.

## Överklagande i Toulouse
Den dömde överklagade omedelbart till parlamentet i Toulouse. Bertrande och Pierre greps anklagade för falska anklagelser, och i Pierres fall också framtvingande av mened. Den nye Martin talade skickligt för sin sak och domarna verkade tro på hans version av historien. Bertrande hade pressats att begå mened av den girige Pierre Guerre. Den anklagade tvingades genomgå en detaljerad utfrågning om sitt förflutna. Hans påståenden kontrollerades och det fanns inga motsägelser. Men då dök den riktige Martin Guerre, med träben, dramatiskt upp under själva rättegången. Då de två frågades ut om sitt förflutna kunde den nye Martin besvara några frågor bättre än den gamle, som hade glömt flera detaljer. Men då de båda fick träffa familjen Guerre kunde fallet avslutas. Pierre, Bertrande och Martins fyra systrar var alla ense om att den gamle var den riktige. Bedragaren dömdes till döden för äktenskapsbrott och bedrägeri. Domen avkunnades offentligt 12 september 1560 trots att den anklagade vidhöll att han var oskyldig. Michel de Montaigne bevittnade detta. Senare erkände Arnaud du Tilh: han hade lärt sig allt om Guerres liv efter att två män blandat ihop honom med Guerre och han hade beslutat sig för att ta Guerres plats. Två konspiratörer hjälpte honom med detaljerna. Han bad alla inblandade om ursäkt, däribland Bertrande, för att han hade lurat dem, och hängdes utanför Martin Guerres hus i Artigat fyra dagar senare.
Pierre Guerre och Bertrande släpptes fria. Domarna trodde på att Bertrande verkligen hade blivit lurad av Arnaud du Tilh.

### Martins berättelse
Under bortvaron från familjen hade den riktige Martin Guerre flyttat till Spanien och tjänat hos en kardinal och sedan i Pedro de Mendozas armé. Som del av den spanska armén skickades han till Flandern och deltog i den spanska attacken mot Saint-Quentin 10 augusti 1557. Det var då han blev skadad och tvungen att amputera benet. Därefter bodde han i ett kloster innan han återvände till hustrun. Det är okänt hur det kom sig att han återvände precis under rättegången. Till en början ville han inte förlåta hustrun som han tyckte borde ha vetat bättre.

## Tolkningar
Två samtida redogörelser av fallet skrevs: Histoire Admirable av Guillaume Le Sueur och den mer kända Arrest Memorable av Jean de Coras, som var en av rättegångsdomarna i Toulouse. 
Denna bisarra historia har genom tiderna fascinerat många författare. Alexandre Dumas d.ä. hade bland annat med en version av historien i sin roman De båda Dianorna. 
En detaljerad redogörelse av fallet gjordes 1983 av Natalie Zemon Davis, historieprofessor vid Princeton (Davis 1983). I sin bok, argumenterar Davis för att Bertrande, i tysthet eller uttryckligen, gick med på bluffen för att hon behövde en make och behandlades väl av Arnaud. Det otroliga i att hon skulle ha misstagit en annan för att ha varit hennes make, hennes stöd till honom ända fram till och på sätt och vis även under själva rättegången och deras gemensamma intima berättelse som då tros ha lärts in i förväg ses som bevis för detta. 
Historikern Robert Finlay har kritiserat denna slutsats (Finlay 1988) och anser att Bertrande faktiskt blev lurad (vilket troddes under samtiden, bland annat av domarna) och att Davis försöker att passa in en modern samhällsmodell i den historiska redogörelsen. Han pekar på det otroliga i att hon skulle ha pekat ut sin egen kumpan, och riskera en komplicerad situation där hon skulle bli tvungen att försvara sig mot anklagelser om äktenskapsbrott och falsk anklagelse. Davis försökte bemöta dessa argument i (Davis 1988).
Den romantiska romanen Martin Guerres hustru av Janet Lewis (1941) är en spekulation kring Bertrandes sanna motiv.
Filmen Martin Guerres återkomst från 1982 (regisserad av Daniel Vigne, med Gérard Depardieu och Nathalie Baye i huvudrollerna) håller sig huvudsakligen till den historiska redogörelsen, utom förklaringen till Bertrandes motiv i slutet av filmen. Natalie Davis har skrivit en bok med samma namn, och hon var konsult under inspelningen. 1993 gjordes en Hollywoodversion, Sommersby där man hade flyttat handlingen till USA och det Amerikanska inbördeskriget, med Jodie Foster och Richard Gere i huvudrollerna. 
Musikalen Martin Guerre av Claude-Michel Schönberg och Alain Boublil, gick upp på Prince Edward Theatre i London 1996. Slutet på denna musikal stämmer inte överens med den historiska redogörelsen.